# Passiflora cupraea
Passiflora cupraea je biljka iz porodice Passifloraceae. 
Sinonimi:
- homotipni
  - Cieca cupraea (L.) M.Roem., Fam. Nat. Syn. Monogr. 2: 139. 1846.

- heterotipni
  - Cieca cavanillesii (DC.) M.Roem., Fam. Nat. Syn. Monogr. 2: 140. 1846.
  - Passiflora cavanillesii DC., Prodr. (Candolle) 3: 323. 1828.
  - Passiflora cupraea f. rotundifolia Kitan., Fitologija 11: 48. 1979.
  - Passiflora cupraea var. cavanillesii DC. Mast., Trans. Linn. Soc. London 27: 635. 1871.